# Letiště Brno-Tuřany
Letiště Brno-Tuřany (ICAO: LKTB, IATA: BRQ) je veřejné mezinárodní letiště v Jihomoravském kraji v Česku. Nachází se 7,5 km jihovýchodně od centra Brna. Terminál a většina areálu se rozkládá na katastrálním území brněnské čtvrti Tuřany, východní část ranveje zasahuje na území sousedního města Šlapanice a malá okrajová část areálu se nachází i v katastrálním území brněnské čtvrti Dvorska. Příjezdová silnice k letišti je vedena od brněnské čtvrti Slatina, z tamního nádraží vede k letištnímu areálu také železniční vlečka. Letiště je v majetku Jihomoravského kraje a provozuje ho soukromá společnost Letiště Brno, která je součástí společnosti Accolade Holding.
V roce 2024 tuřanské letiště odbavilo 749 153 cestujících na pravidelných i charterových linkách, což byl nárůst o 9 % oproti roku 2023. Množství odbaveného nákladu (carga) za rok 2024 bylo 11 803 tun.

## Vybavení
Letiště s nepřetržitým provozem je plně vybaveno pro lety VFR (podle vidu) i IFR (podle přístrojů) a umožňuje provoz ve dne i v noci. Dráhový systém se skládá z jedné betonové (09/27) a jedné travnaté dráhy (08/26). Pro dráhy 09 i 27 jsou dostupná přesná přístrojová přiblížení RNAV/GNSS, VOR, NDB a pro dráhu 27 k tomu navíc ILS CAT I. s nejnižšími limity dohlednosti RVR (Runway Visual Range) 500 m horizontálně, 50 m vertikálně (výška nejnižší základny oblačnosti nad zemí). Letiště je vybaveno světelnými zabezpečovacími zařízeními střední a vysoké svítivosti. Na letišti jsou umístěna zařízení ILS, VOR/DME, NDB, a TAR s dosahem 150 km. V historii byl na letišti v provozu i radar pro přesné přiblížení PAR.

## Historie

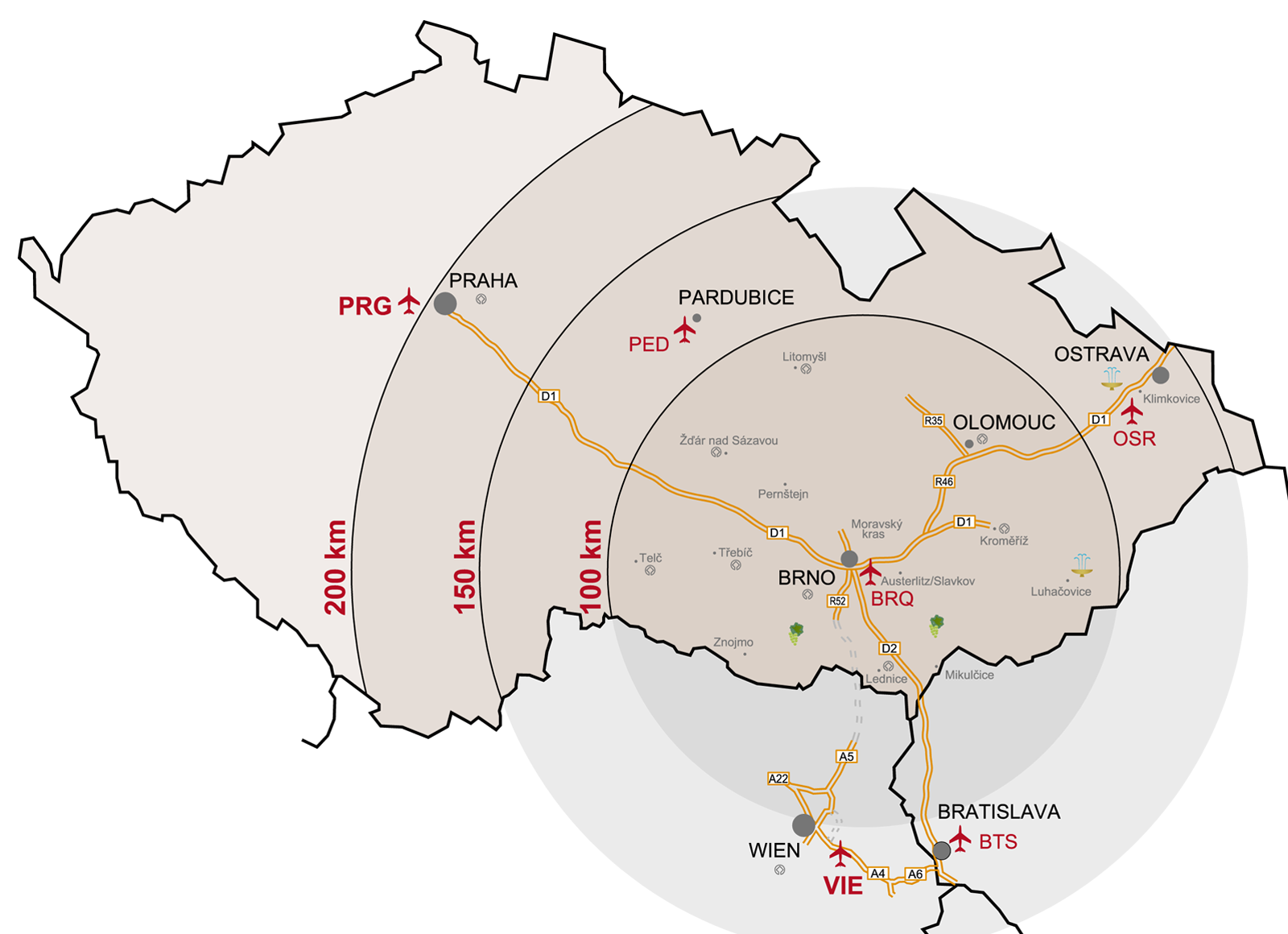
Dálniční napojení a blízká letiště

### 1954–1989
Původní černovické letiště s travnatou plochou přestalo po válce vyhovovat moderním letounům a bylo rozhodnuto o výstavbě letiště nového, na katastru sousední brněnské čtvrti Tuřany. Toto letiště bylo otevřeno nejprve jako vojenské v roce 1954, dne 28. dubna 1958 zde byl slavnostně zahájen civilní provoz. Již v šedesátých letech počet odbavených cestujících výrazně překročil 200 tisíc a počet pohybů letadel 10 tisíc ročně. V roce 1967 byla vybudována nová odbavovací hala. Roku 1968 využila letiště okupační vojska armád Varšavské smlouvy a přistávala zde transportní letadla An-12 a stíhací letouny MiG-21. Vzletová a přistávací dráha (VPD) byla v roce 1978 prodloužena z 2000 m na 2650 m. V roce 1982 bylo letiště předáno armádě a pravidelná přeprava osob ustala.
V letech 1981–1982, po dobu rekonstrukce dráhového systému na letišti v Náměšti nad Oslavou, krátce operoval v Brně 20. stíhací bombardovací letecký pluk se stroji Su-7. Poté, v průběhu let 1983–1984, se do Brna postupně přesunul z Mošnova 8. stíhací letecký pluk, plnící úkoly protivzdušné obrany státu (PVOS). Začátkem devadesátých let byl ale postupně rušen, posledních 10 ks MiG-21 odlétlo z Tuřan v únoru 1991. Brzy nato přestal 8. stíhací letecký pluk existovat. Provoz stíhacích letounů přinesl v okolních obcích problémy s nadměrným hlukem. Významně byly postiženy Brněnské Ivanovice, přes jejichž zástavbu letouny při užívání VPD 28 startovaly. V roce 1986 byla rozšířena odbavovací hala.

### 1989–současnost

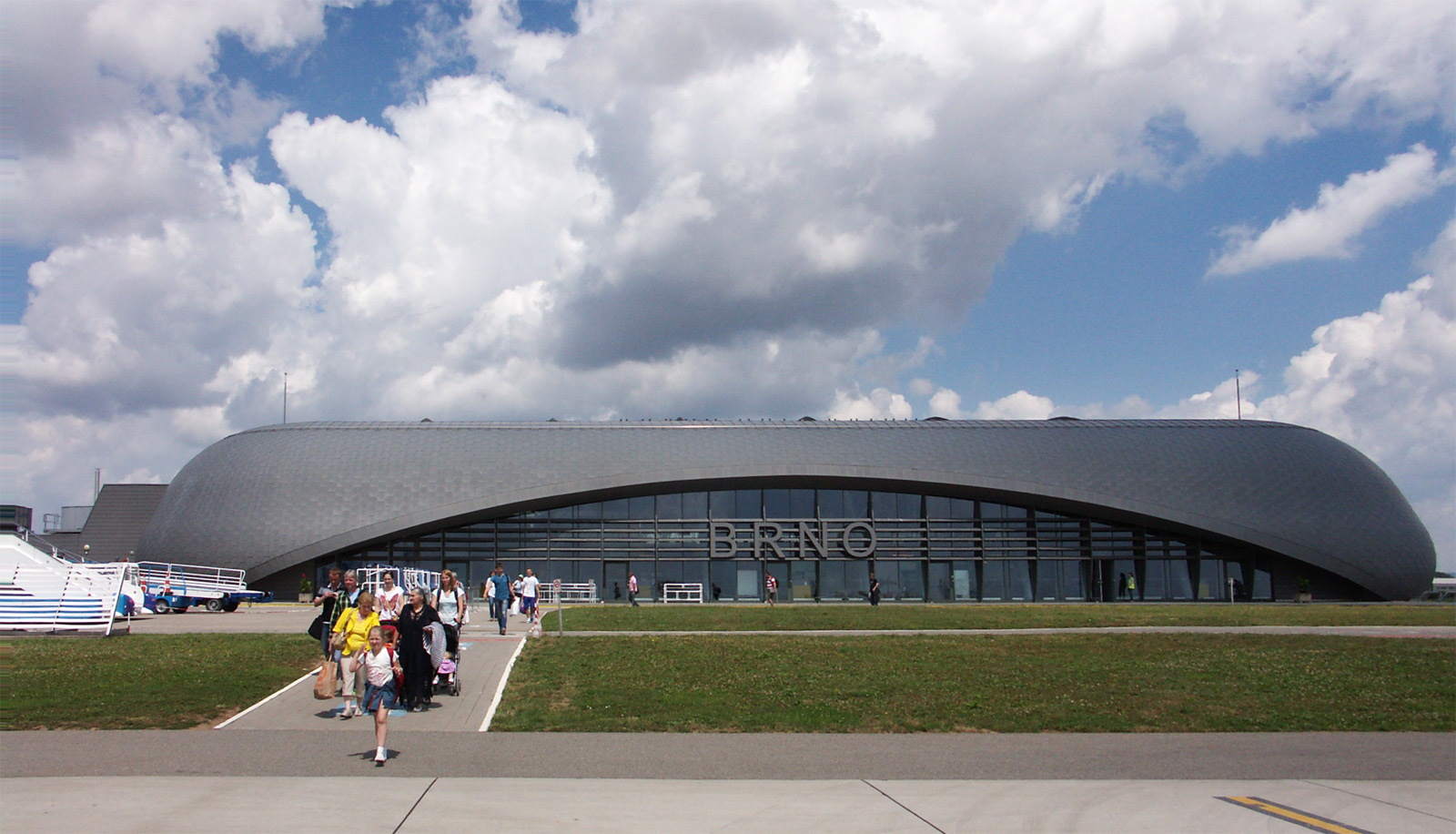
Terminál letiště Brno postavený v roce 2006

Letiště bylo v majetku státu a nadále ve správě ministerstva obrany, vojenský provoz zde byl ukončen roku 1991. Od roku 1992 převzala jeho správu Česká správa letišť a v srpnu 1992 došlo k obnovení mezinárodního civilního provozu na letišti.
V polovině roku 2002 začala provoz letiště zajišťovat soukromá společnost LETIŠTĚ BRNO, a.s. Od roku 2003 do roku 2008 zde probíhaly každoročně letecké dny Czech International Air Fest (CIAF). V roce 2004 předal stát letiště do majetku Jihomoravského kraje, následujícího roku byla spuštěna nová linka do Londýna. V roce 2004 bylo letiště zbaveno práva vstupního místa pro provádění rostlinolékařských kontrol, jež byly soustředěny na letiště Praha-Ruzyně, což omezilo možnost nákladní dopravy rostlinných potravin a krmiv. Tento krok byl odstraněn roku 2006 změnou zákona o rostlinolékařské péči, kdy se letiště Brno-Tuřany stalo vstupním místem pro provádění dovozní rostlinolékařské kontroly.
V letech 2005–2006 byla postavena nová odbavovací hala od architekta Petra Parolka, která byla otevřena v září 2006. Téhož roku bylo zahájeno pravidelné spojení ČSA s Prahou, v roce 2007 přibyly linky do Moskvy a Girony. V letech 2008-9 byla přestavěna a modernizována stávající (příletová) hala. V téže době začaly na letiště postupně doléhat důsledky světové finanční a ekonomické krize, byla zrušena linka do Girony a později zčásti omezeny linky do Prahy a Londýna. V roce 2009 došlo k poklesu počtu odbavených cestujících přibližně o 13 %. V neděli 27. září 2009 se v prostoru letiště konala bohoslužba papeže Benedikta XVI. za účasti asi 120 tisíc lidí.

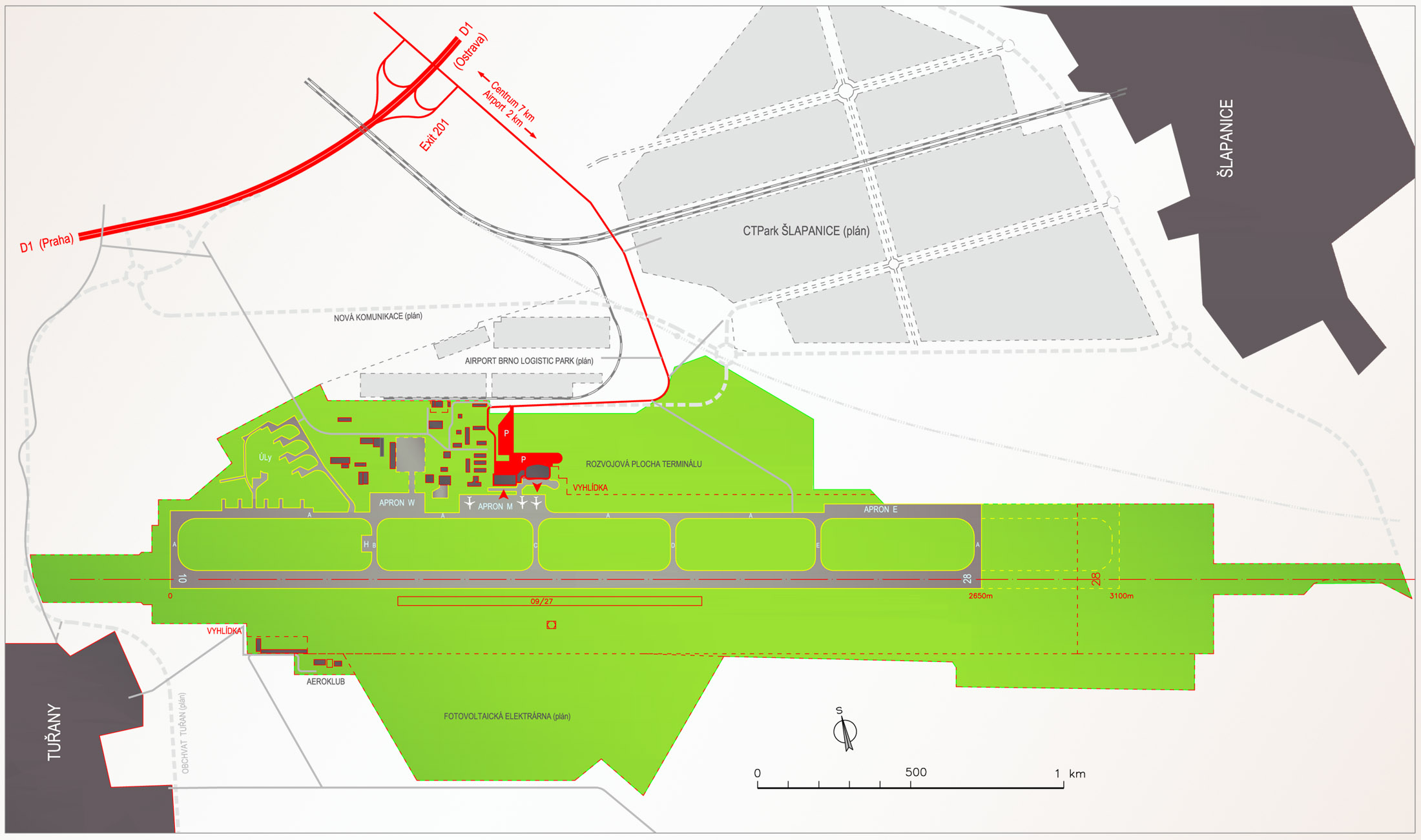
Plán letiště a okolí

Na jaře 2010 došlo k dvojnásobnému navýšení kapacity moskevské linky, spuštění sezónní linky do Zadaru, na podzim Ryanair obnovil každodenní lety do Londýna a přidal navíc linku do Milána. Společnost Wizz Air vstoupila od prosince na brněnské letiště linkou na londýnské letiště Luton a na březen 2011 ohlásila zavedení další linky na římské letiště Fiumicino. ČSA opět ohlásily svůj odchod z Brna a pražský spoj převzaly CCA, které ho pro ČSA do té doby zajišťovaly.
Na přelomu let 2010/11 byly Moscow Airlines, provozující linku do Moskvy, převzaty společností UTair Aviation, v důsledku čeho byl v lednu dočasně přerušen provoz moskevské linky. V polovině března 2011 byl spoj obnoven společností Yakutia Airlines – kvůli nevydanému souhlasu českých úřadů však nakonec definitivní oprávnění nezískala. Ve stejné době spustila CCA linku na letiště Moskva-Domodědovo a krátce na to na Petrohrad-Pulkovo. Od 17. dubna otevřel Ryanair novou linku do španělského Alicante. Začátkem dubna obdržela společnost S7 Airlines přepravní práva na linku Petrohrad–Brno a o měsíc později UTair Aviation (po souboji s S7, Jakutií a VIM Avia) práva na linku Moskva–Brno. V červenci 2011 obdržela společnost Jakutia práva na provoz pravidelných linek z Krasnodaru, Ufy, Čeljabinsku, Irkutsku a Permu. V roce 2011 dosáhlo letiště historického rekordu v počtu odbavených cestujících, a to přes 557 tisíc lidí.
Od 10. listopadu 2017 má akciová společnost pronajímající si Letiště Brno nového majitele, a to firmu Accolade Holding. Původní majitel B.A.W.D.F. byl touto společností odkoupen.

## Doprava na letiště
Letištní terminál leží 1,6 km od dálnice D1, poblíž exitu 201 Brno-Slatina. Před halou se nachází placené parkoviště (do 15 min bezplatné), vhodné i pro dlouhodobé stání. Na letiště zajíždí také expresní městská autobusová linka E76 od hlavního nádraží s jízdní dobou 16 min. V noci zajíždí k letišti noční autobusová linka N89. Před terminálem je stanoviště taxislužby.
Pro potřeby nákladní dopravy je do areálu letiště přivedena železniční vlečka z nedaleké stanice Brno-Slatina na Vlárské dráze. Vlečka byla postavena v rozmezí let 1950–1953 a její celková délka činí 2,0 km. Jejím vlastníkem je Jihomoravský kraj, provozovatelem společnost Letiště Brno.

## Aerolinie a destinace

### Osobní

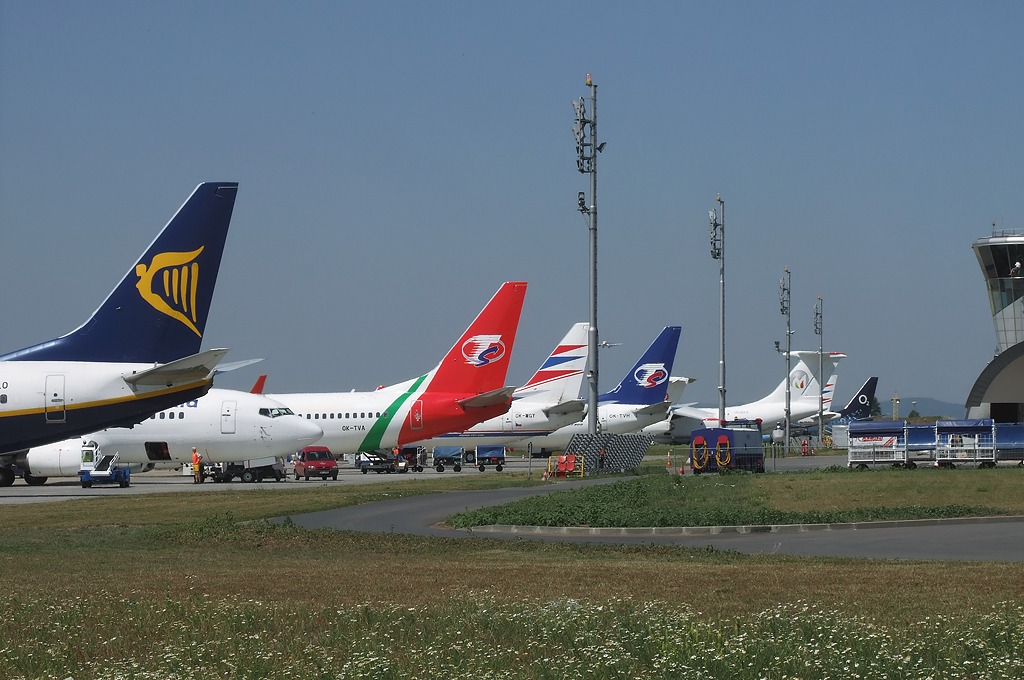
Stojánka v letní špičce (zleva: Ryanair, Travel Service, ČSA, Travel Service)

Z Brna provozují pravidelné celoroční lety dvě letecké společnosti, a to Ryanair do Londýna, na letiště Stansted, a Smartwings do Hurghady a Marsa Alam.
Letiště v Brně obsluhují následující dopravci (aktualizováno 14. dubna 2024):
| Letecká společnost | Destinace          | Destinace                   | Letadlo                 | Frekvence týdně | Poznámka        |
| ------------------ | ------------------ | --------------------------- | ----------------------- | --------------- | --------------- |
| Aegean Airlines    | Řecko              | Soluň (charter)             | A320 neo                | 3× měsíčně      | červen–září     |
| Aeroitalia         | Itálie             | Řím-Fiumicino               |                         | 2               |                 |
| Air Montenegro     | Albánie            | Tirana (charter)            | E95                     | 1               | červen–září     |
| Air Montenegro     | Černá Hora         | Tivat (sezónně)             | E95                     | 3               | červen–září     |
| Bulgaria Air       | Bulharsko          | Burgas (charter)            | B737-300                | 3               | červen–září     |
| Freebird Airlines  | Turecko            | Antalya (charter)           | A320                    | 1               | červen–srpen    |
| Neos               | Mauricius          | Mauricius (charter)         | B787-900                | 1               | prosinec–březen |
| Neos               | Thajsko            | Phuket (charter)            | B787-900                | 1               | prosinec–březen |
| Ryanair            | Spojené království | Londýn-Stansted             | B737-800 / B737 MAX 200 | 6               |                 |
| Ryanair            | Itálie             | Bergamo                     | B737-800 / B737 MAX 200 | 3               |                 |
| Ryanair            | Španělsko          | Málaga                      | B737-800 / B737 MAX 200 | 2               |                 |
| Smartwings         | Albánie            | Tirana (charter)            | B737-800                | 1               | červen–září     |
| Smartwings         | Bulharsko          | Burgas (sezónně)            | A320 / B737-800         | 11              | červen–září     |
| Smartwings         | Bulharsko          | Varna (sezónně)             | A320/B737-800           | 5               | červen–září     |
| Smartwings         | Egypt              | Hurghada                    | A320/B737-800           | 3/5/7           |                 |
| Smartwings         | Egypt              | Marsa Alam                  | A320                    | 3/8             |                 |
| Smartwings         | Egypt              | Mersa Matrúh (sezónně)      | A320                    | 1               | květen–říjen    |
| Smartwings         | Itálie             | Comiso (charter)            | B737-800                | 1               | červen–září     |
| Smartwings         | Itálie             | Lamezia Terme (sezónně)     | A320                    | 2               | červen–září     |
| Smartwings         | Kypr               | Larnaka (charter)           | A320                    | 1               | červen–říjen    |
| Smartwings         | Portugalsko        | Madeira (charter)           | B737-800                | 1               | květen–září     |
| Smartwings         | Řecko              | Heráklion (sezónně)         | A320/B737-800           | 7               | květen–říjen    |
| Smartwings         | Řecko              | Kavala (charter)            | B737-800                | 1               | červen–září     |
| Smartwings         | Řecko              | Korfu (sezónně)             | A320/B737-800           | 4               | květen–září     |
| Smartwings         | Řecko              | Kos (sezónně)               | A320/B737-800           | 3               | květen–říjen    |
| Smartwings         | Řecko              | Preveza (charter)           | B737-800                | 1               | červen–září     |
| Smartwings         | Řecko              | Rhodos (sezónně)            | A320/B737-800           | 6               | května–říjen    |
| Smartwings         | Řecko              | Volos (charter)             | A320                    | 1               | červen–září     |
| Smartwings         | Řecko              | Zakynthos (sezónně)         | A320                    | 3               | květen–říjen    |
| Smartwings         | Španělsko          | Almería (charter)           | A320                    | 1               | červen–září     |
| Smartwings         | Španělsko          | Fuerteventura (sezónně)     | B737-800                | 1               | květen–říjen    |
| Smartwings         | Španělsko          | Palma de Mallorca (sezónně) | A320/B737-800           | 5               | červen–říjen    |
| Smartwings         | Španělsko          | Tenerife-Jih (sezónně)      | B737-800                | 1               | červen–říjen    |
| Smartwings         | Tunisko            | Džerba (charter)            | B737-800                | 2               | květen–říjen    |
| Smartwings         | Tunisko            | Enfidha (charter)           | B737-800                | 2               | květen–říjen    |
| Smartwings         | Tunisko            | Monastir (charter)          | B737-800                | 2               | květen–říjen    |
| Smartwings         | Turecko            | Antalya (sezónně)           | A320 / B737-800         | 14              | květen–říjen    |
| Smartwings         | Turecko            | Bodrum (charter)            | B737-800                | 1               | červen–říjen    |
| Smartwings         | Turecko            | Dalaman (charter)           | B737-800                | 1               | červen–říjen    |
| Smartwings         | Turecko            | Izmir (charter)             | B737-800                | 1               | červen–září     |
| Tailwind Airlines  | Turecko            | Antalya (charter)           | B737-400                | 1               | červen–září     |

### Nákladní
Následující dopravci létají na letiště Brno-Tuřany pravidelně:[kdy?][zdroj⁠?!]
| Letecká společnost   | Země    | Destinace               | Letadlo  |
| -------------------- | ------- | ----------------------- | -------- |
| ASL Airlines Belgium | Belgie  | Paříž, Praha, Norimberk | B737-800 |
| DHL Aviation         | Německo | Lipsko                  | B757     |

Existovaly ambiciózní plány na provozování nákladní přepravy společností Euro Cargo Air, která zde uvažovala zřídit svoji základnu.

### Ostatní
Brněnské letiště je využíváno pro všeobecné letectví, pro tréninkové lety i zahraničních leteckých společností, cvičí zde například rakouská letecká společnost Austrian Airlines. Mají zde základnu vrtulníky letecké záchranné služby (Policie ČR, Alfa Helicopter)

### Bývalé pravidelné linky
Od roku 1990 se létalo z Brna pravidelně do jedenácti destinací, které byly zrušeny. Provozovalo je celkem devět dopravců.
Český národní dopravce ČSA sem létal mezi prosincem 2005 až červencem 2011 z Prahy. Cirrus Airlines odsud létaly do Mnichova (listopad 2005 až březen 2017). V devadesátých letech sem vedla přímá linka z švýcarského Curychu, létaná Air Engidiana. Nízkonákladový dopravce Ryanair odsud v minulosti provozoval spojení do španělské Girony (2007 až 2008) a Alicante (2011). Ruská společnost Atlant-Soyuz sem létala z Moskvy-Vnukova (2007 až 2011).
Wizz Air odsud provozoval třikrát týdně pravidelné spojení do Londýna–Lutonu (2010 až leden 2018), dvakrát týdně do Eindhovenu (prosinec 2011 až říjen 2017) a do Říma-Fiumicina (březen 2011 až říjen 2012). V létě 2010 odsud létala aerolinie Central Connect Airlines pravidelně do Zadaru. Společnost Czech Connect Airlines odsud létala do roku 2012 linky do Petrohradu a Moskvy-Domodědovo (obě březen 2011 až leden 2012). Ruský UTair sem létal z Moskvy-Vnukova (červen 2011 až březen 2015).
Mezi 16. listopadem 2015 až 16. únorem 2019 provozovala z Brna skotská společnost BMI Regional přímou linku do Mnichova. Na lince, jejíž frekvence byly postupně navyšovány až na jedenáct týdně, létala letadla Embraer 145. Linka byla ukončena z důvodu zániku společnosti BMI Regional. Spojení částečně dotoval Jihomoravský kraj. Na lince měly tzv. codesharovou smlouvu německé aerolinie Lufthansa a Condor, jejichž spojení navazovala na linku z Brna. Kraj chtěl vybrat nového dopravce, který linku bude provozovat, ale o provoz linky neměl nikdo zájem .
S koncem letového řádu zima 2019/2020 byl ukončen provoz linky do Berlína společnosti Ryanair. Linka bylo v provozu od dubna 2019 do března 2020, byla operována letouny Boeing 737-800 2x týdně. Pandemie covidu-19 a s ní spojení omezení v letecké dopravě konec linky urychlily asi o měsíc.

## Statistiky

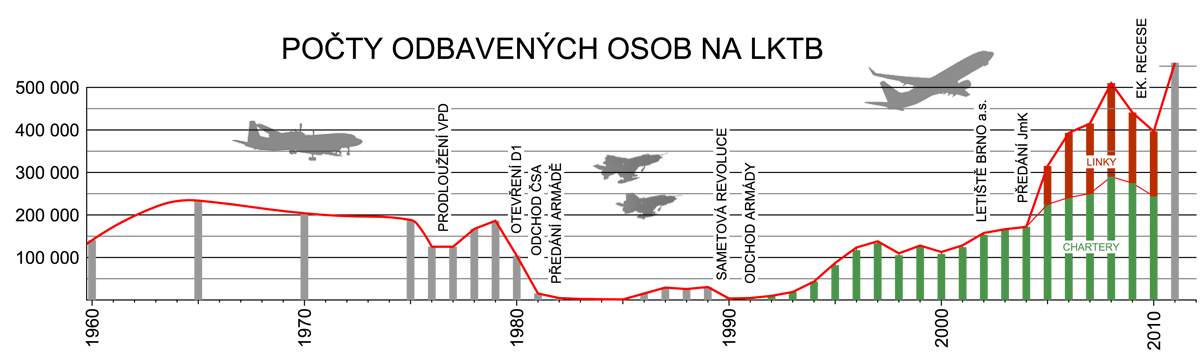
Odbavené osoby - graf

V 60. a 70. letech se počet odbavených cestujících pohyboval ročně pravidelně nad 150 tis.,[zdroj?] s výjimkou let, kdy probíhala rekonstrukce vzletové a přistávací dráhy. V první polovině 80. let, po předání letiště armádě a zrušení pravidelných linek ČSA, pohyb pasažérů načas prakticky ustal, v druhé polovině dekády narostl počet cestujících postupně asi na 25 tis/rok.[zdroj?] V souvislosti se změnou politického systému došlo na začátku 90. let opět k útlumu, avšak po roce 1995 začal každoročně výrazně narůstat počet pasažérů na letních charterových letech. Nicméně, teprve v roce 2006, po otevření linky do Londýna, se začaly ve statistikách významně projevovat i počty pasažérů na pravidelných linkách, jejichž zastoupení v roce 2008 dosahuje již 43 %.
V roce 2016 Letiště Brno-Tuřany odbavilo 417 725 cestujících, což bylo méně než v roce 2015. Na pravidelných linkách cestovalo 216 000 osob, což je o 20 000 lidí více než předchozí rok. Letiště zaznamenalo 40 tisíc pohybů letadel a v nákladní přepravě odbavilo více než 4000 tun zboží.
O letních prázdninách v roce 2018 má být podle letového plánu letiště odbaveno až o třetinu více osob než v roce 2017, kdy letní spoje využilo asi 100 tisíc cestujících. Podle odhadu vedení letiště má v roce 2018 počet odbavených cestujících poprvé od roku 2012 překonat půl milionu osob.

## Terminál a další významné stavby

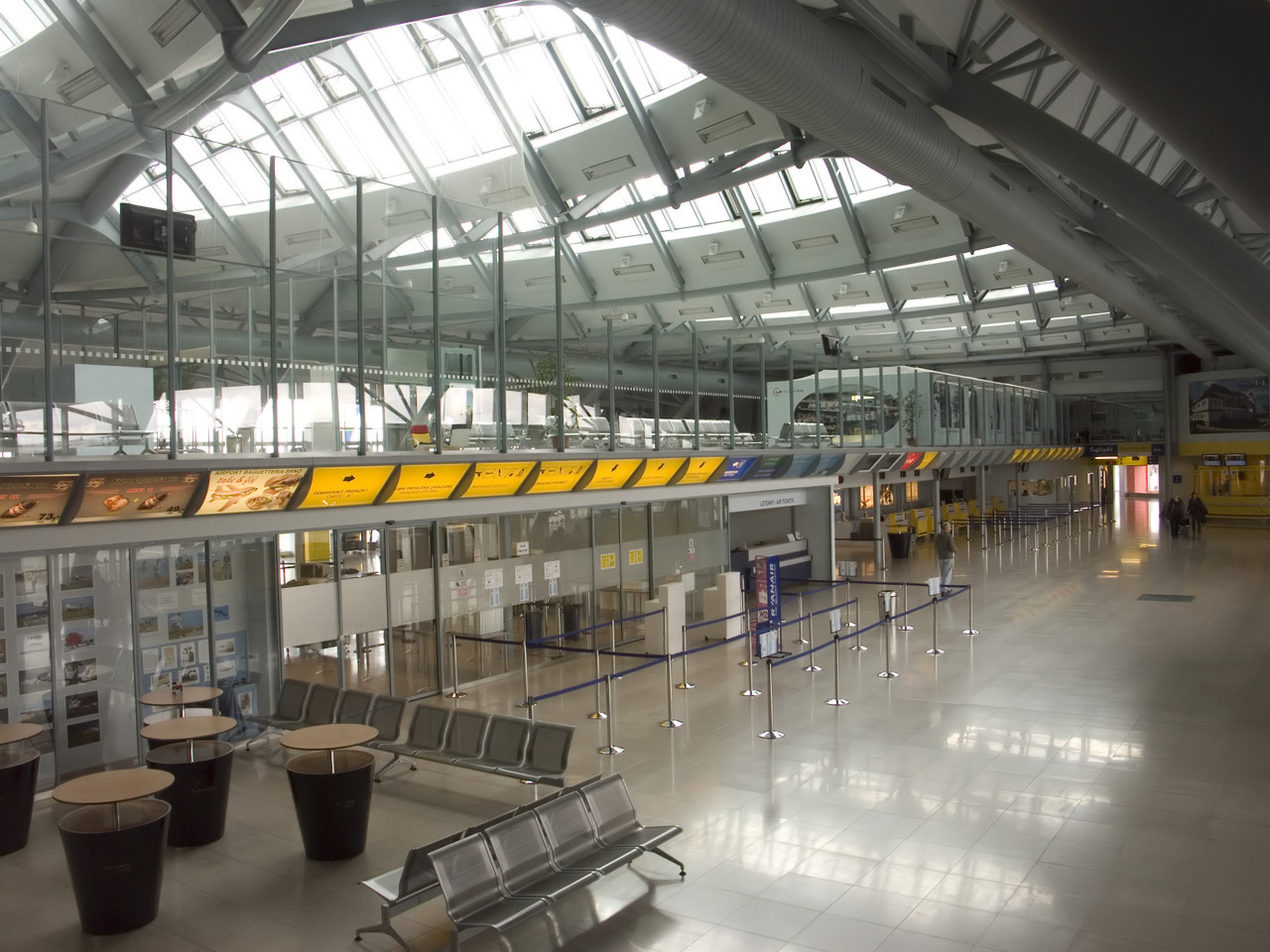
Interiér odletové haly

Návrh nové odletové haly pochází z ateliéru brněnského architekta Petra Parolka. V prostředí Brna představuje tato osobitá stavba poměrně razantní odklon od tradičního dědictví funkcionalismu a bývá nejčastěji řazena k organické architektuře a k high-tech stylu. Základem nosné konstrukce jednolodní oblé haly o rozměrech 44,5 x 81 m je šest mohutných, v interiéru přiznaných příhradových oblouků, aerodynamický šupinatý plášť budovy je zvenku pokryt šestiúhelníkovými šablonami z titanzinkového plechu. Interiér je vyveden čistě, v neutrálních barvách, důležitou roli zde hraje proměnné denní i umělé světlo. Terminál byl otevřen v roce 2006, následující rok obdržel v celostátní soutěži titul Stavba roku 2007. Zvítězil nejen u odborné poroty, ale s velkou převahou i ve veřejném hlasování. Kritické hlasy se vyskytují spíše sporadicky a koncepci vytýkají především nemožnost přímé přístavby a absenci nástupních mostů.
V roce 2008 byla (podle návrhu téhož autora) dokončena úprava jižní fasády původní, dnes příletové haly. Z pohledu od letištní plochy se tak stará hala stylově propojila s novým terminálem, rozšířila ho a dodala mu dynamičtější vzhled. Na jaře roku 2009 byla nově upravena i severní fasáda a zmodernizován interiér příletové haly.
Z důvodu zvýšení kapacity a pohodlnějšího odbavení cestujících mimo schengenský prostor je v plánech uvažována výstavba další haly, v pokračování směrem na východ od nového terminálu.
V roce 2001 byla postavena budova Střediska letových navigačních služeb s řídící věží. Návrh zpracoval pražský ateliér AR18. V roce 2011 byla zahájena stavba nové administrativní budovy, která by měla být schopna nabídnout zázemí i pro zájemce z řad leteckých společností.

## Rozvoj letiště
Jako vstupní brána pro oblast všeobecného letectví má sloužit postupně dokončovaný areál Aeroklubu Brno při jižní hranici letiště, přístupný ze silnice do obce Dvorska. V jeho sousedství se na pozemku letiště připravuje stavba sluneční fotovoltaické elektrárny. Správa železnic připravuje modernizaci trati Brno - Přerov na traťovou rychlost 200 km/h a v rámci toho bude zřízena u letiště nová zastávka, což by mělo zlepšit dopravní dostupnost letiště. V roce 2014 uvažovalo město Brno i o lince vlakotramvaje, která by mohla na letiště zajíždět.
Na jaře 2009 zveřejnilo vedení Jihomoravského kraje plány rozvoje na další pětileté období, který mj. obsahuje:
- Komplexní zabezpečení letiště včetně instalace kamerového systému
- Rekonstrukce naváděcího systému i pro podmínky nulové dohlednosti (ILS CAT IIIc)
- Výstavba cargo terminálu a později i logistického centra s napojením na dálniční a železniční síť
- Zakoupení nového hasičského automobilu a výstavba nové požární stanice (splněno v lednu 2011)

## Letecké nehody

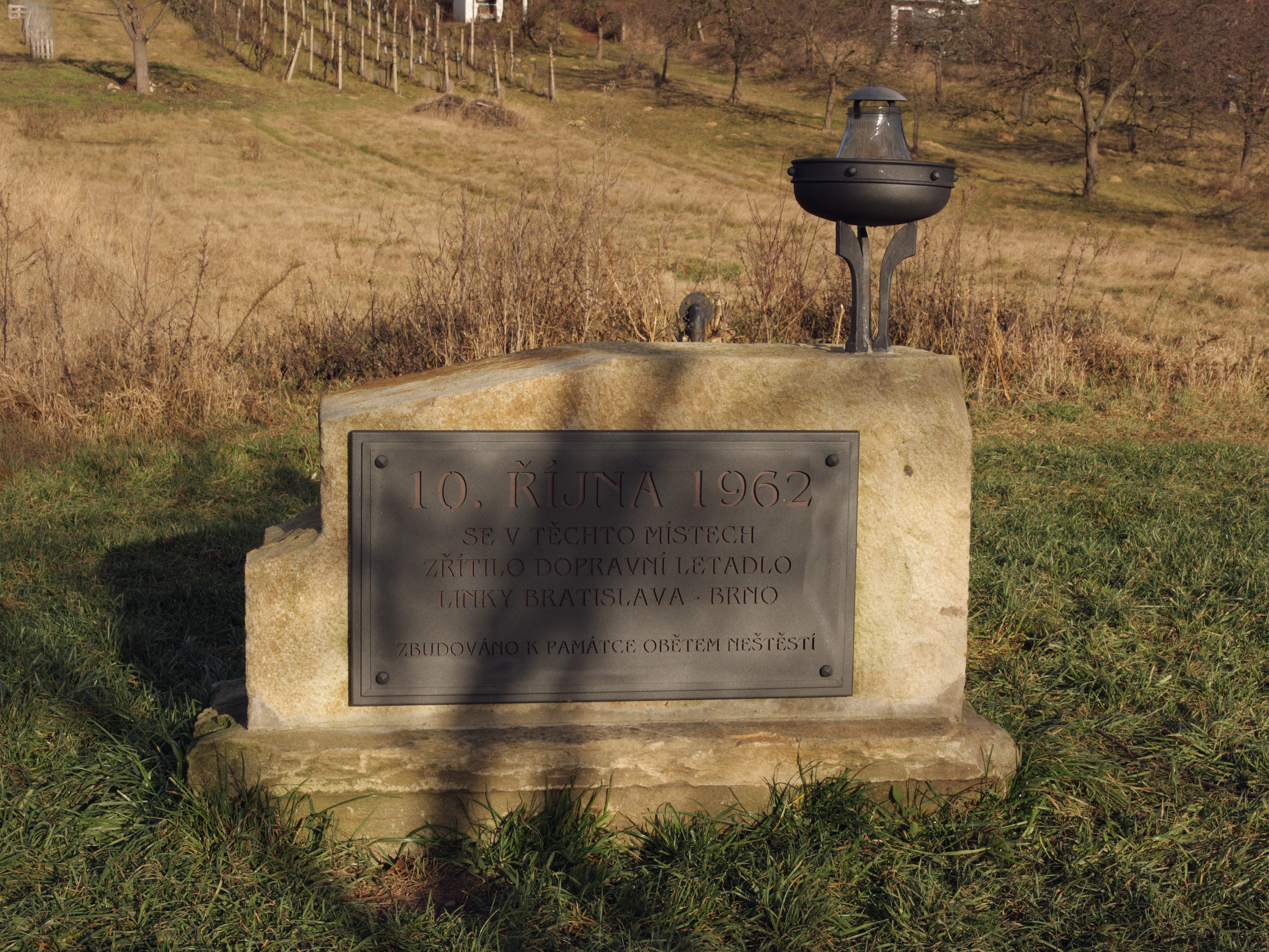
Újezd u Brna, pomník leteckého neštěstí 1962

Letecké nehody, které se odehrály na letišti Brno-Tuřany či poblíž:
- Letoun ČSA Avia Av-14 (Il-14M) letěl ve středu 10. října 1962 na pravidelné lince OK 306 Košice-Bratislava-Brno-Praha. V 8:57 hod., v mlze, při nestandardním přiblížení na dráhu 28, narazil stroj OK-MCT pravým křídlem do úbočí kopce. Po nárazu se rozlomil a vznítil. Zahynulo 10 z 38 cestujících a 3 ze 4 členů posádky. Nehoda se odehrála v blízkosti obce Újezd u Brna, přibližně 6 km JV od prahu dráhy (na mapě 49°6′50″ s. š., 16°46′ v. d.). Příčinou nehody byla chyba, snad až vědomá nekázeň pilota, z dnešního pohledu těžko pochopitelná[41][42].
- Stroj Air Algérie - Boeing 737-200 (7T-VEG) - na lince Alžír-Praha-Moskva. Při pokusu o přistání v Praze došlo za snížené dohlednosti k dotyku se zemí už v předpolí dráhy 07 (dnes 06), při čemž se poškodil pravý motor a podvozek. Pilotovi se podařilo poškozený letoun znovu zvednout do vzduchu a byl přesměrován na přistání do Brna. Letoun přistával na dráhu 10, pouze na dva podvozky. Po ztrátě vztlaku klouzal po pravém motoru, sjel z betonové dráhy vpravo do trávy, ulomil při tom pravý motor a po zastavení zůstal ležet na pravém křídle. Nikdo nebyl zraněn. Nehoda se odehrála 8. listopadu 1974 v 16:09, krátce před západem slunce, letoun byl v té době prakticky nový, po opravě ještě víc než 30 let sloužil.

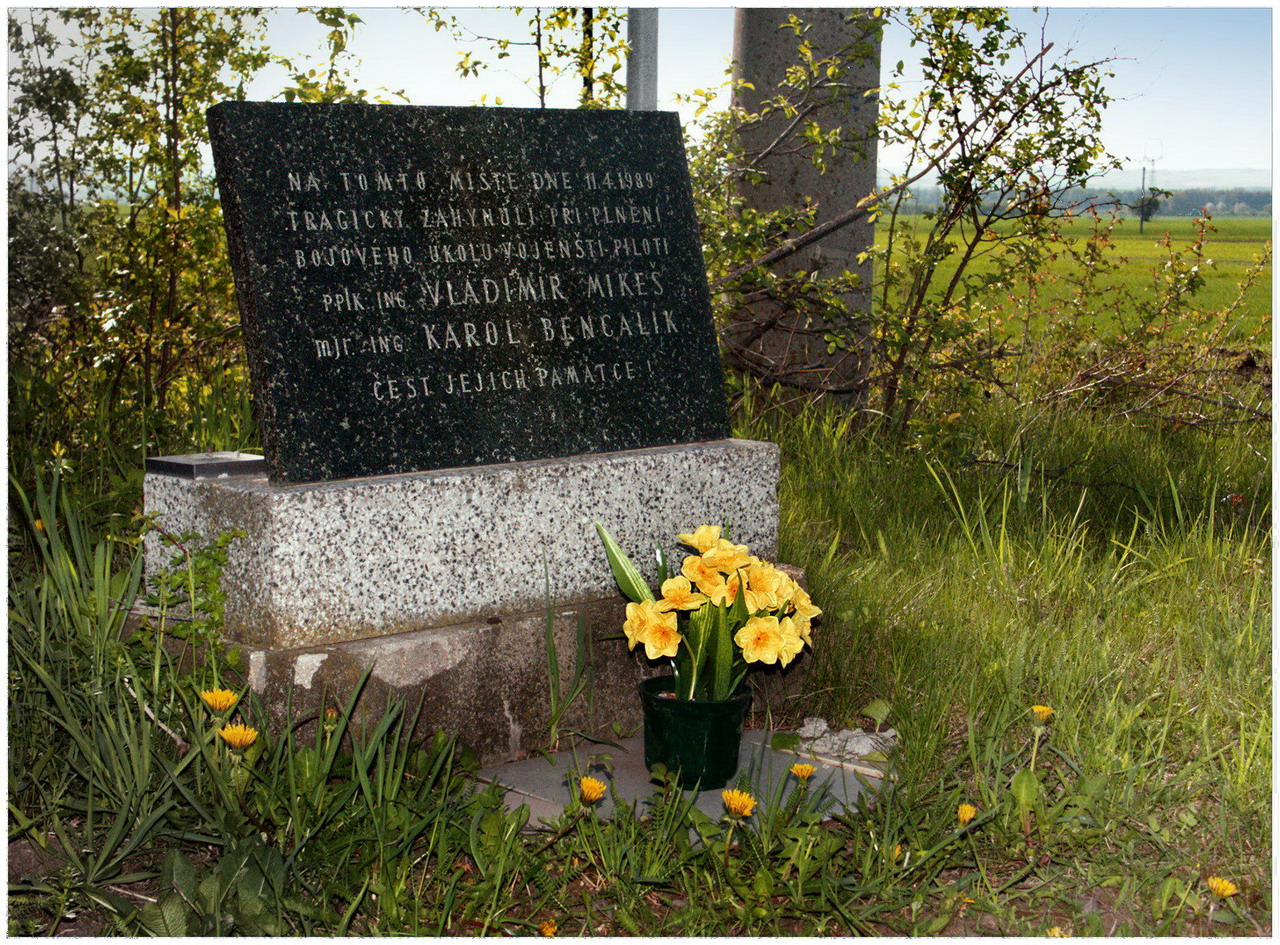
Pamětní deska v Sokolnicích

- V průběhu osmi let, kdy na letišti působil 8. stíhací letecký pluk, došlo k několika mimořádným událostem, vesměs se stroji MiG-21PF. Byla zaznamenána dramatická přistání – v roce 1987 dosedl na dráhu pilot s letounem č. 0309, bez rádiového spojení, s pořezaným obličejem a poraněnýma rukama v důsledku prasknutí prosklení kabiny; v roce 1988 bezpečně doplachtil pilot se strojem 1302 po úniku paliva. Došlo i ke katapultování pilotů pro poruchu stroje: v roce 1985 se na letounu 0301 objevila pumpáž motoru krátce po startu; roku 1989 se u letounu 1314 zablokovalo řízení. Tragický konec měl 11. 4. 1989 let pplk. Mikeše a mjr. Bencalíka na dvoumístném MiG-21US ozn. 0746. Manévrovali na malé výšce, přičemž vyhledávali na pozadí země nízkoletící vrtulník. Došlo přitom k překročení kritického úhlu náběhu, jejich stroj ztratil rychlost a přešel do pádu. Oba letci zahynuli v troskách stroje, nedaleko železničního přejezdu v Sokolnicích. Je zde umístěna pamětní deska (na mapě 49°6′29″ s. š., 16°43′46″ v. d.).

## Památník československým válečným letcům
8. května 2012 zde byl odhalen památník připomínající zásluhy československých letců z druhé světové války. Dílo Nikose Armutidise vzniklo díky iniciativě občanského sdružení Společný cíl. Socha připomíná křídla letadla, je umístěna před odbavovací halou letiště.

## Fotogalerie

Letecký pohled na letiště Brno-Tuřany
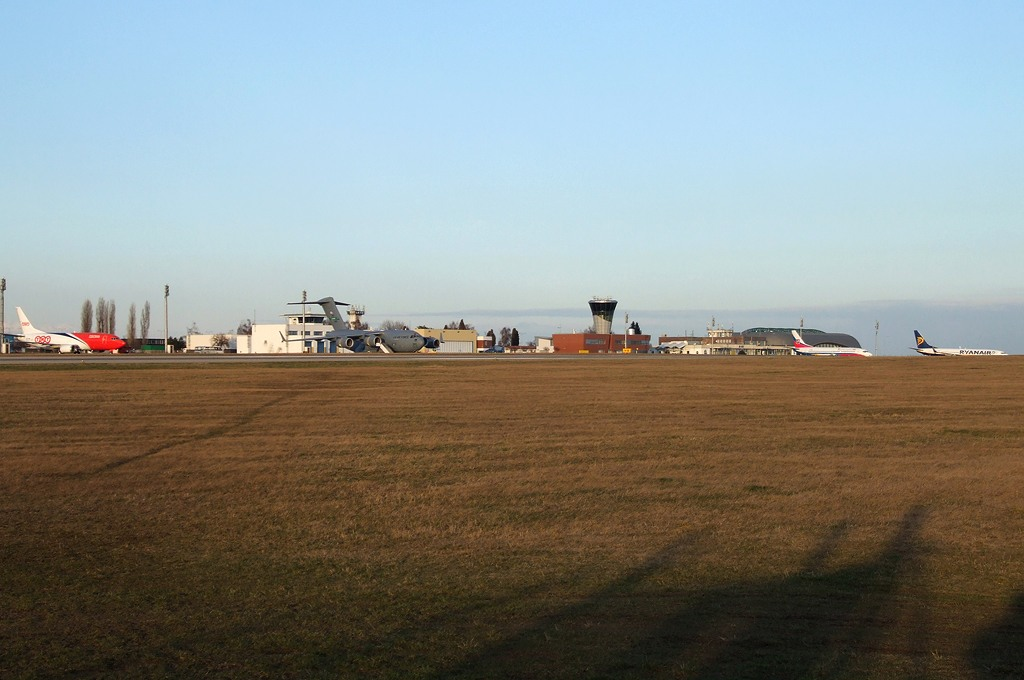
Celkový pohled na letiště Brno-Tuřany
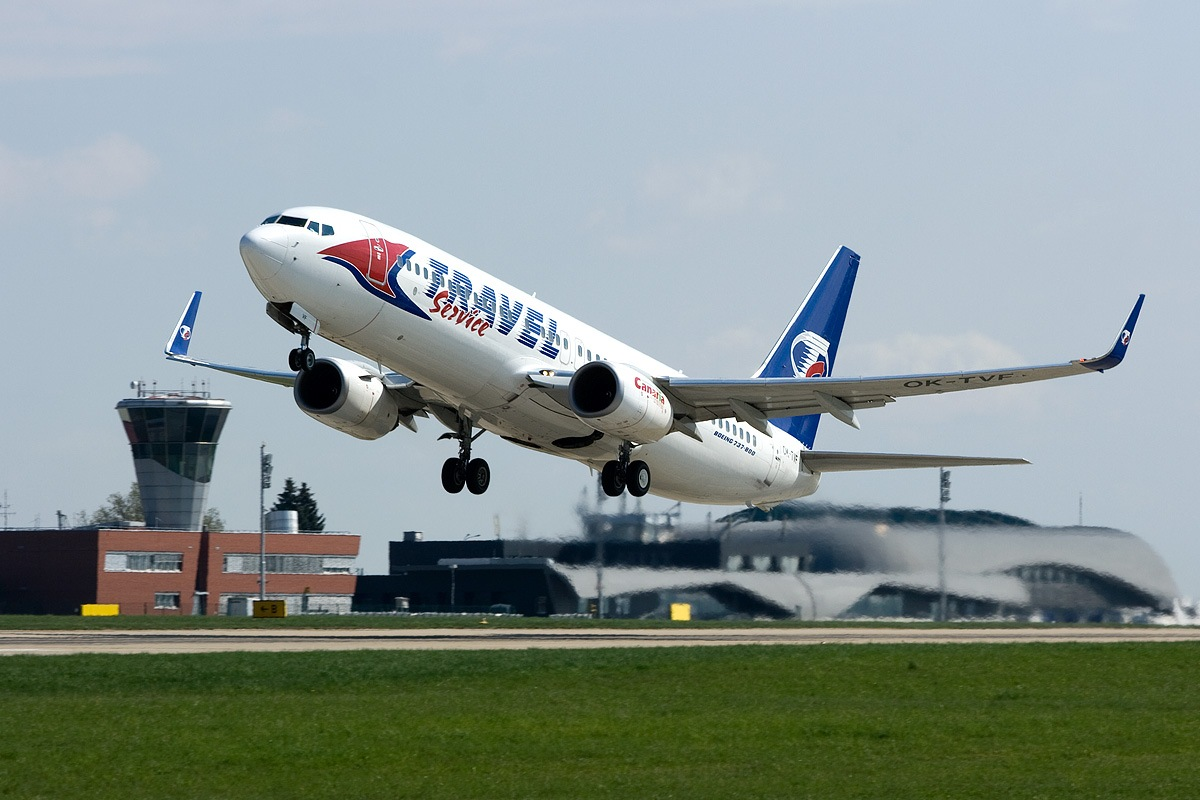
Boeing 737-800 Travel Service
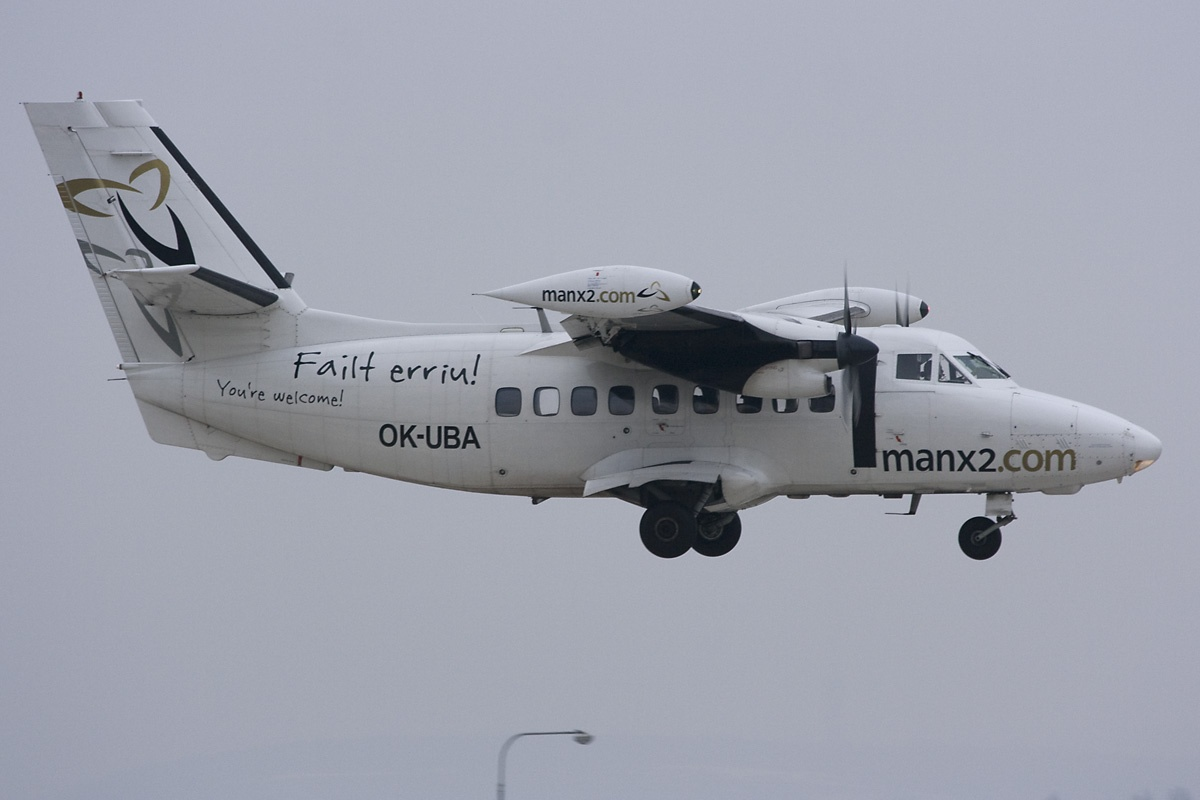
Let L-410 VAN AIR Europe
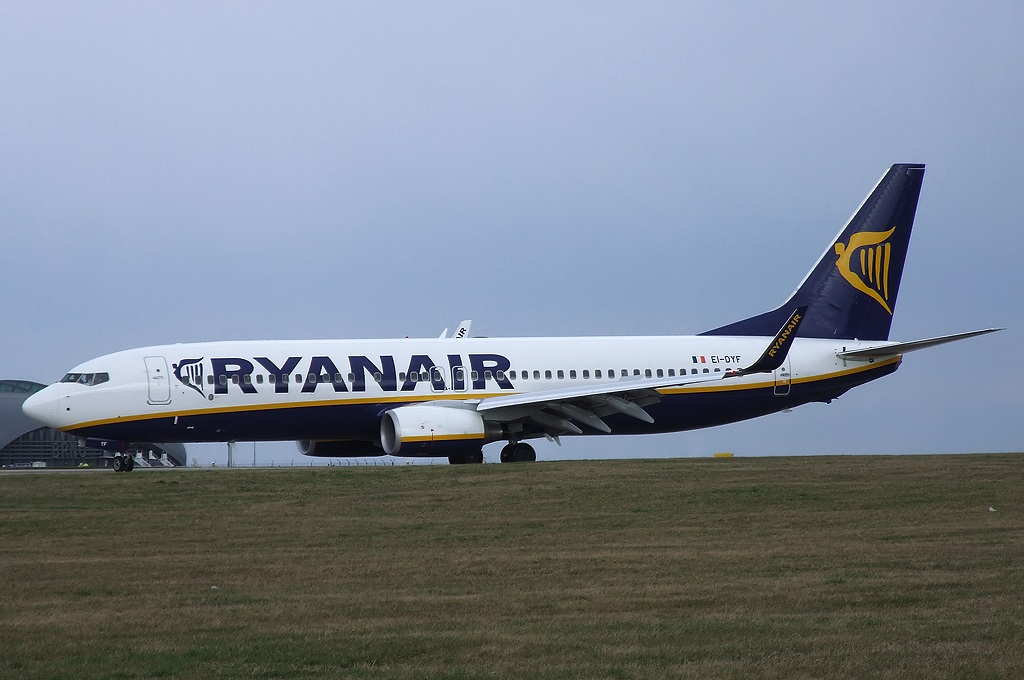
Boeing 737-800 Ryanair
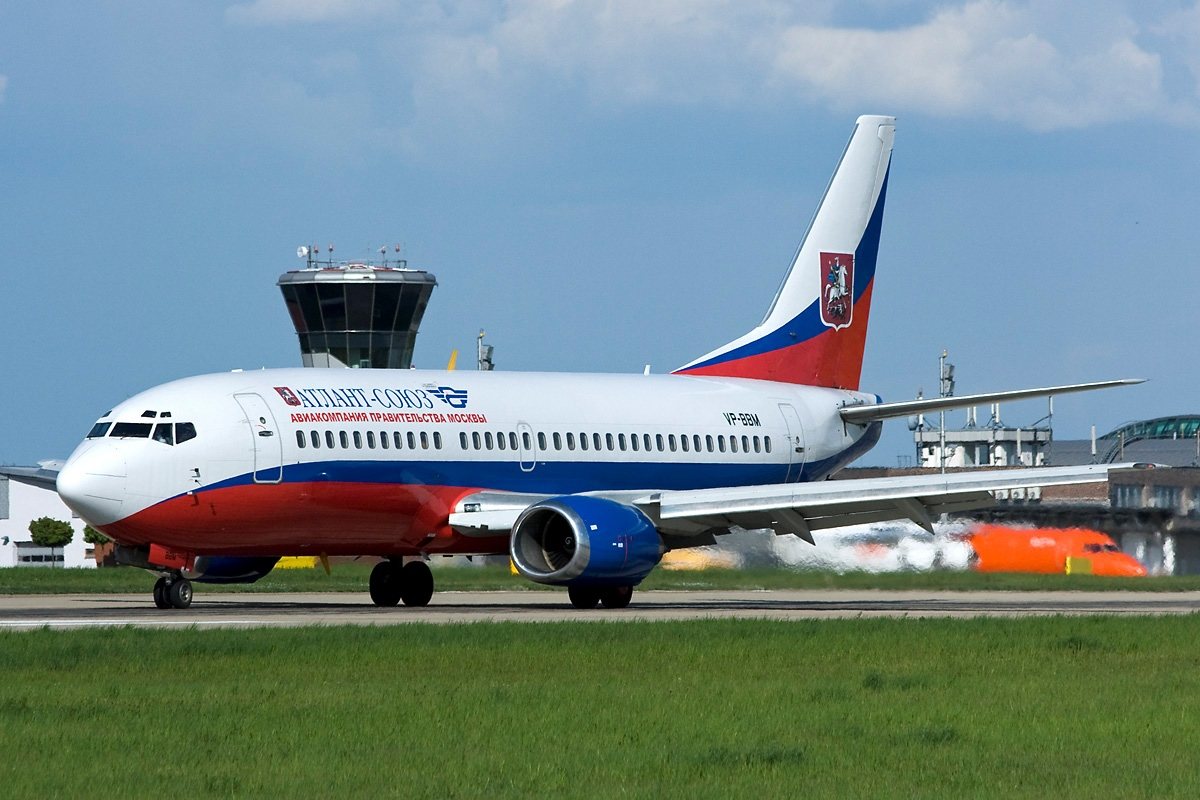
Boeing 737-300 Atlant-Soyuz Airlines
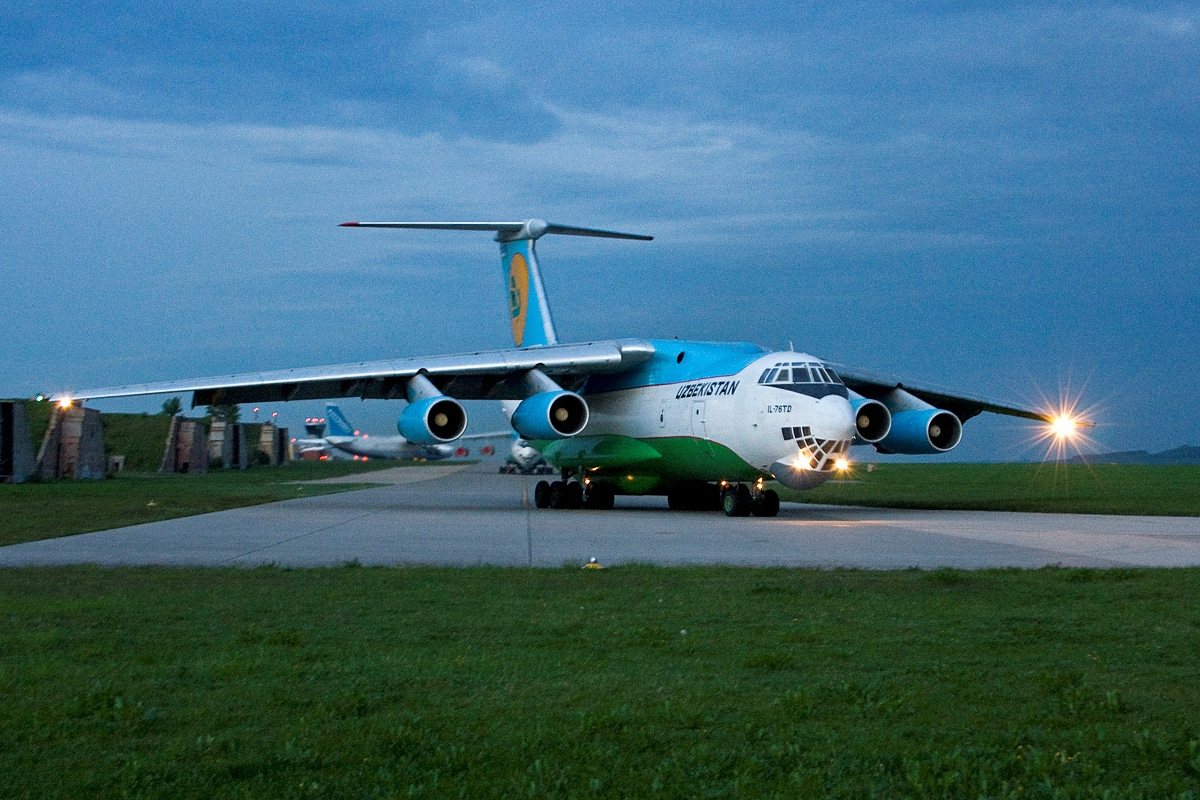
Nákladní Iljušin Il-76 Uzbekistan Airways
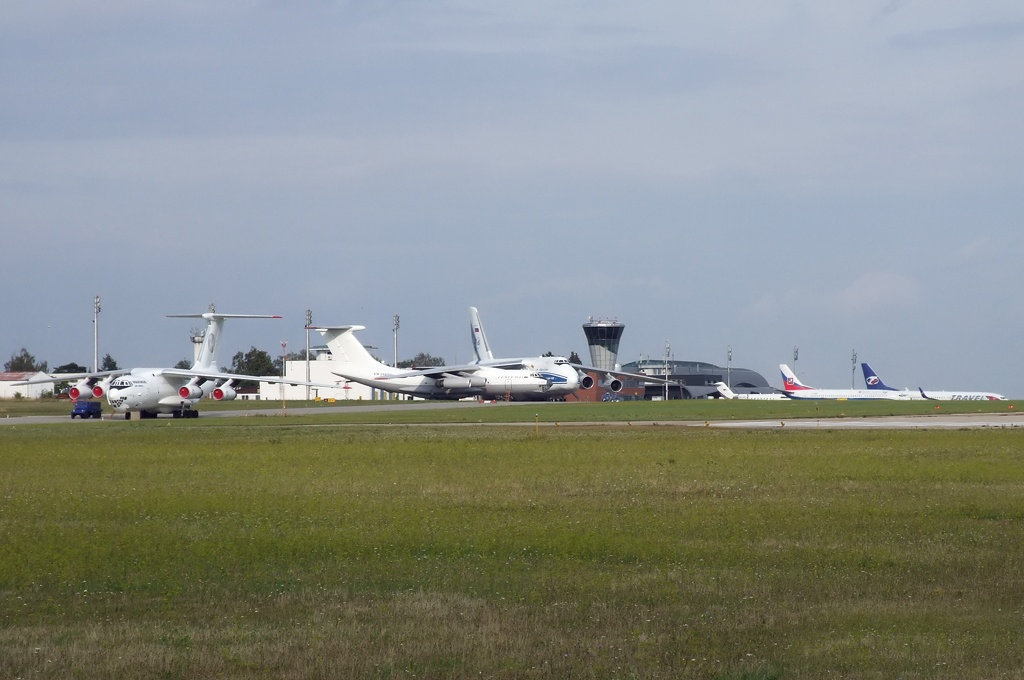
Nákladní letouny v Brně
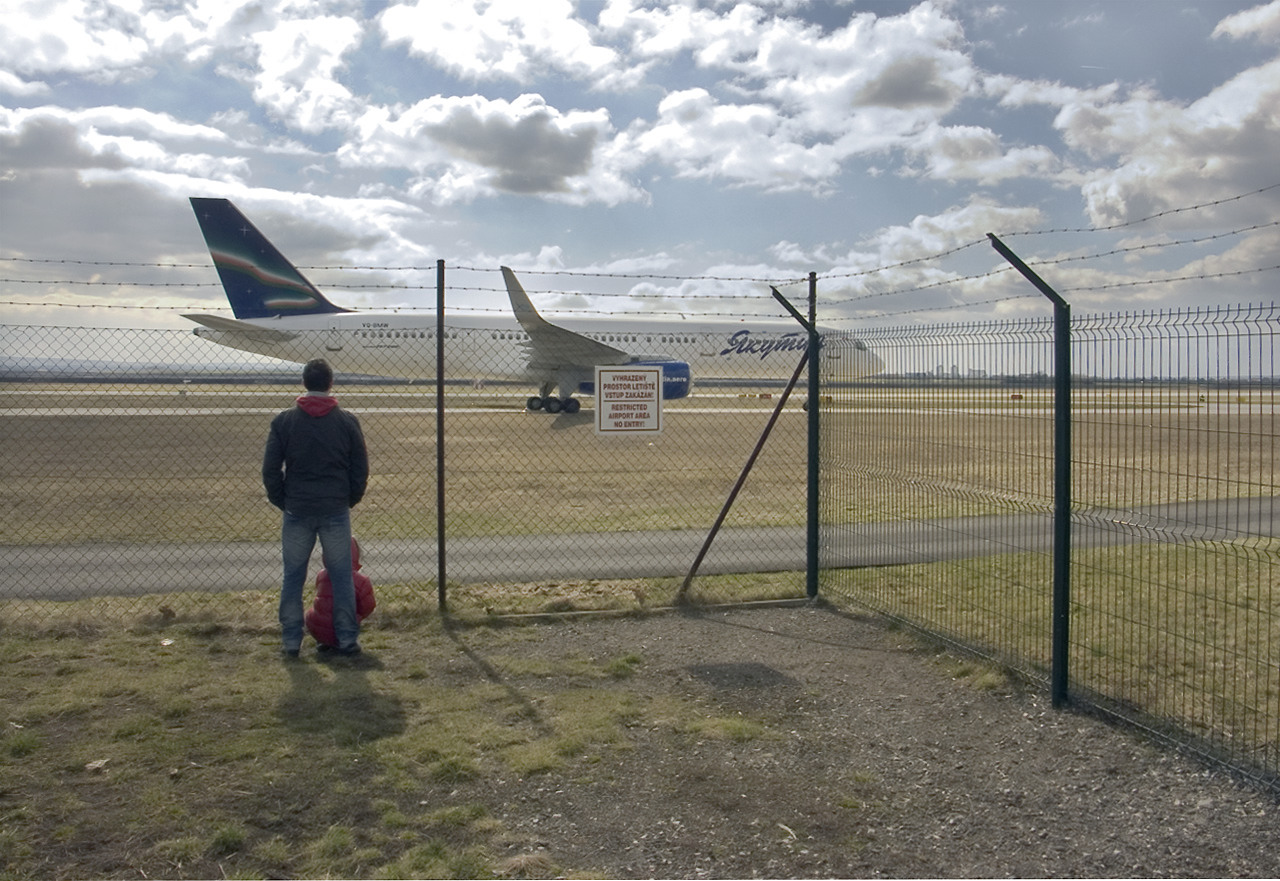
Vyhlídka pro veřejnost (Boeing 757 Jakutia)
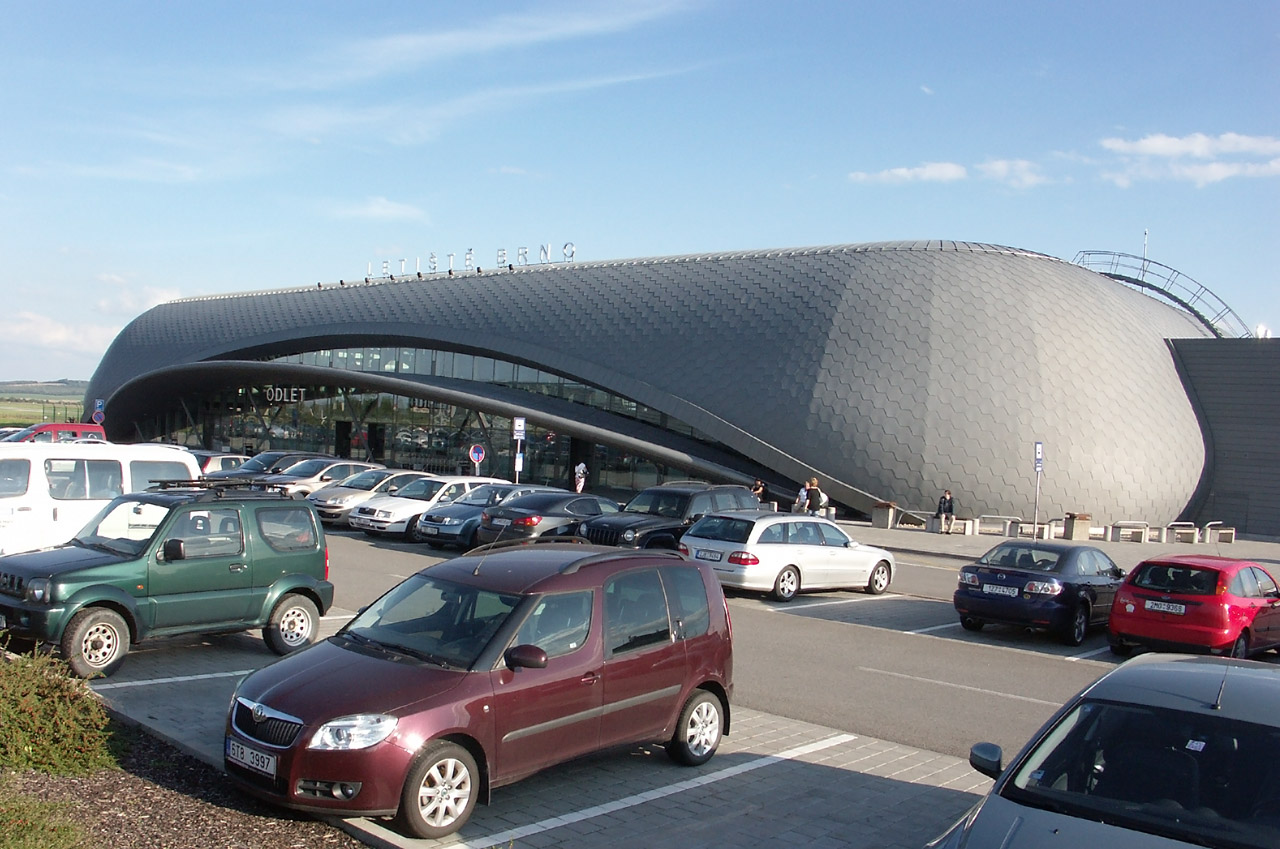
Odletová hala podle návrhu P. Parolka
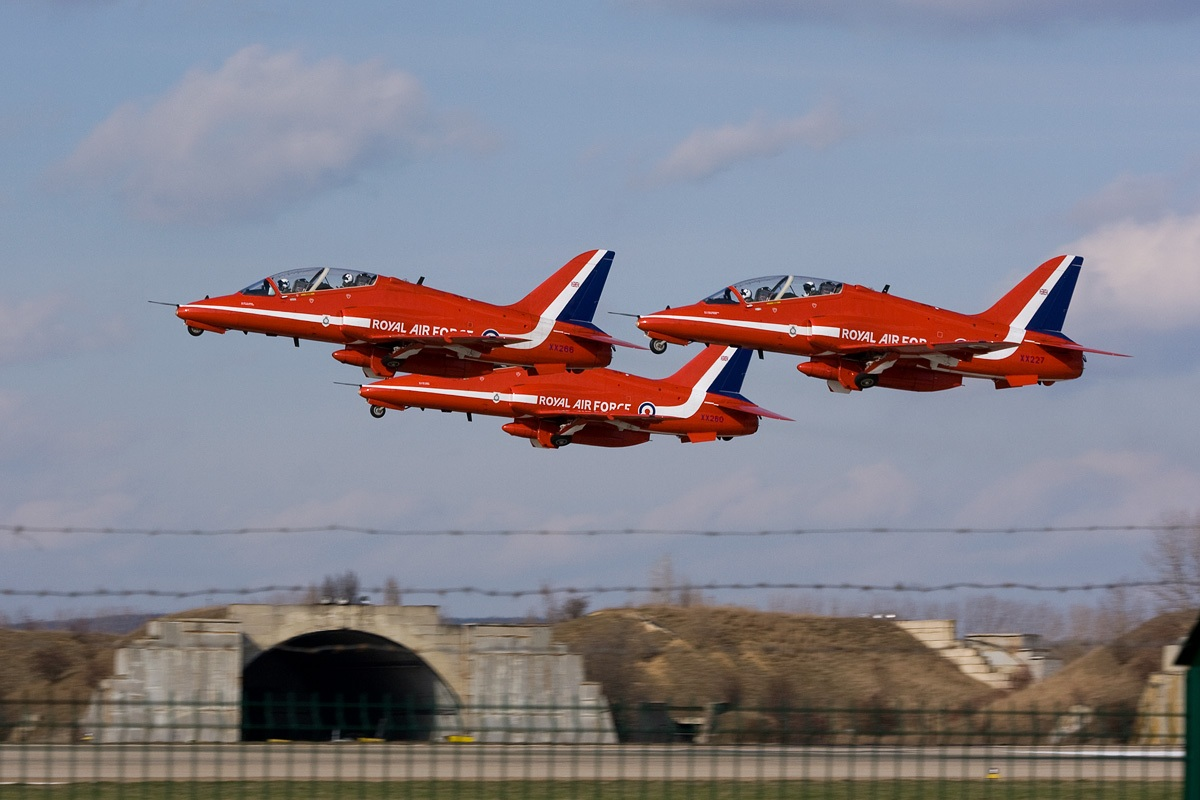
BAE Hawk Red Arrows, v pozadí ÚLy
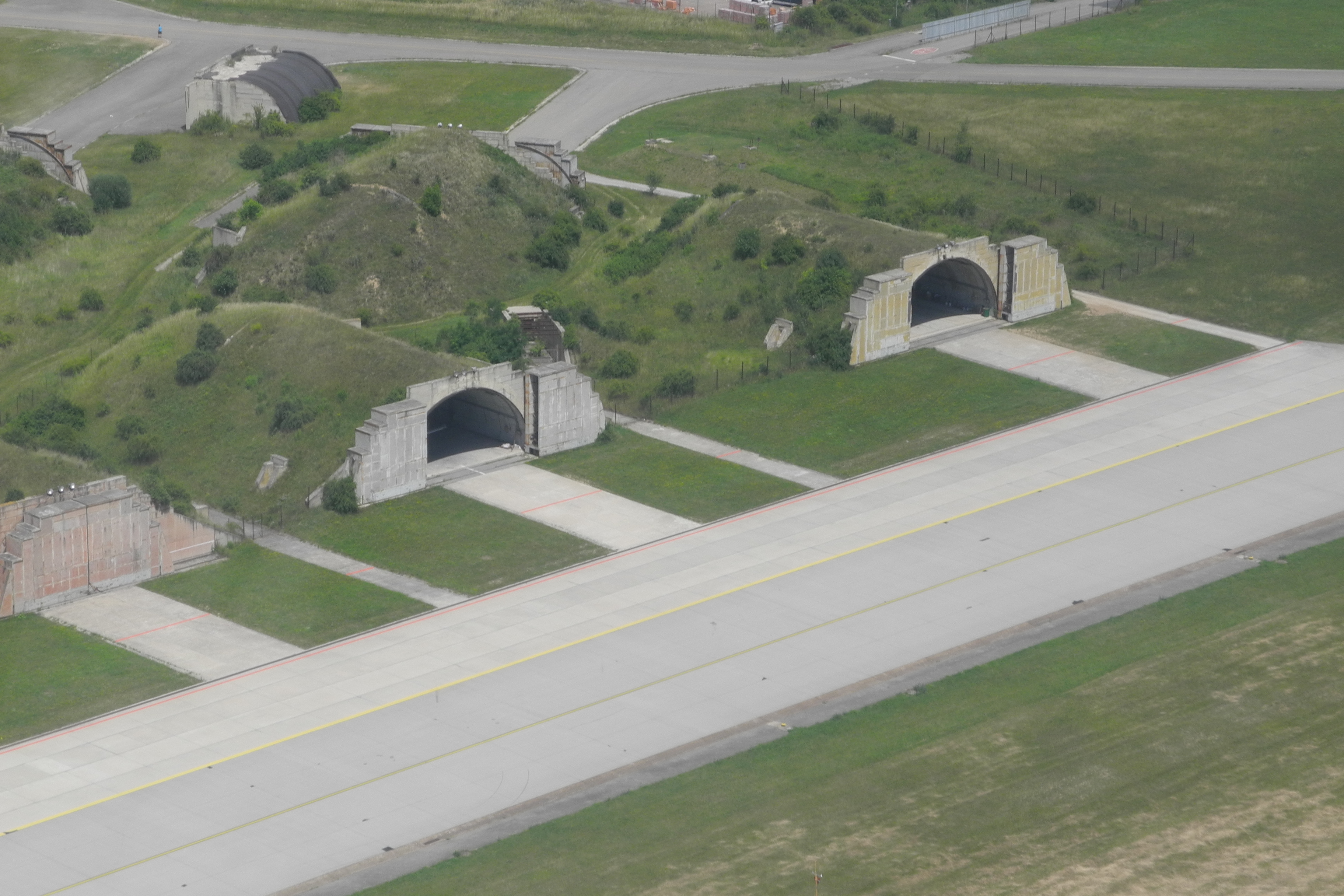
Bývalé vojenské ÚLy
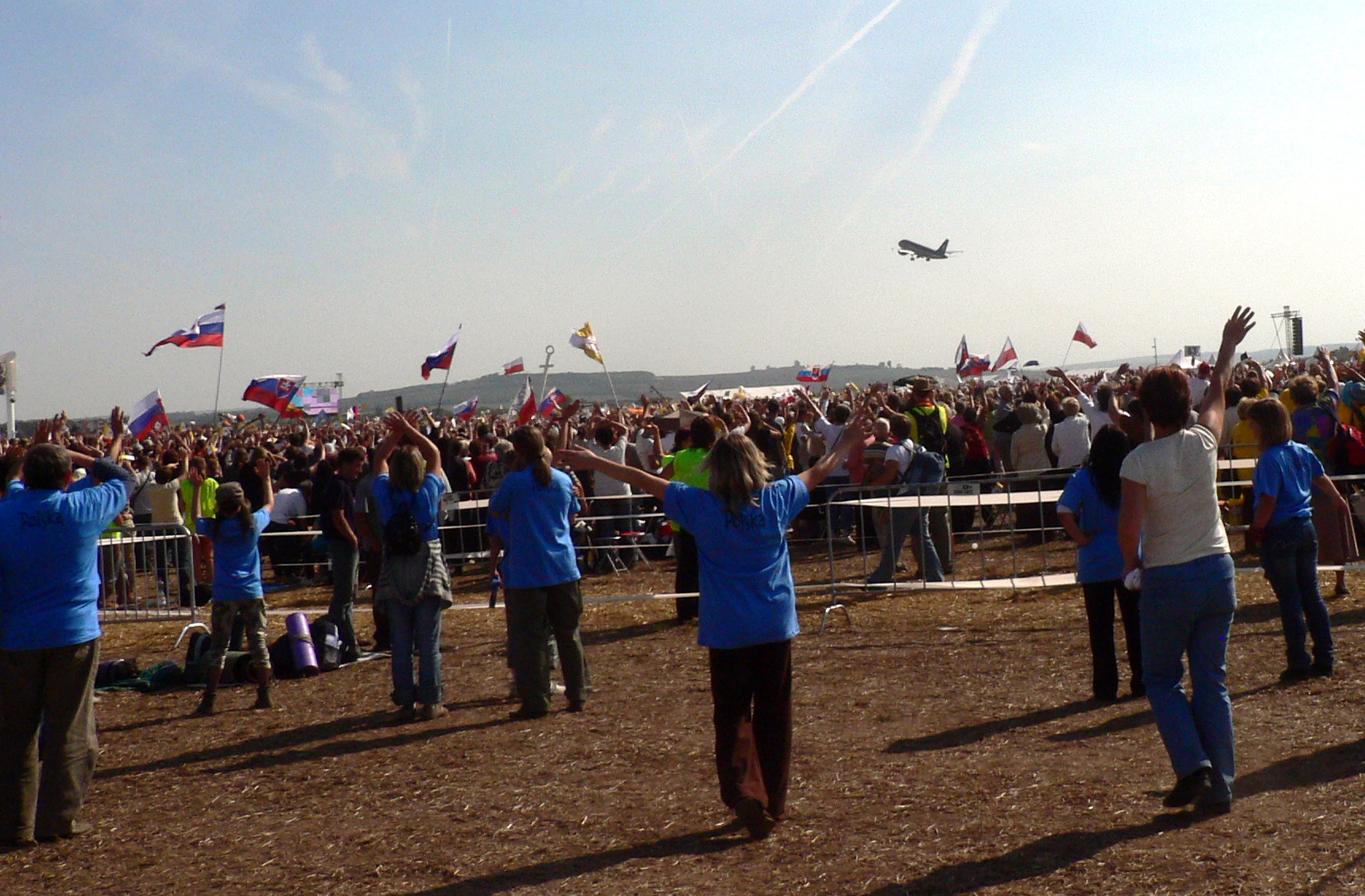
Odlet papeže 27. září 2009
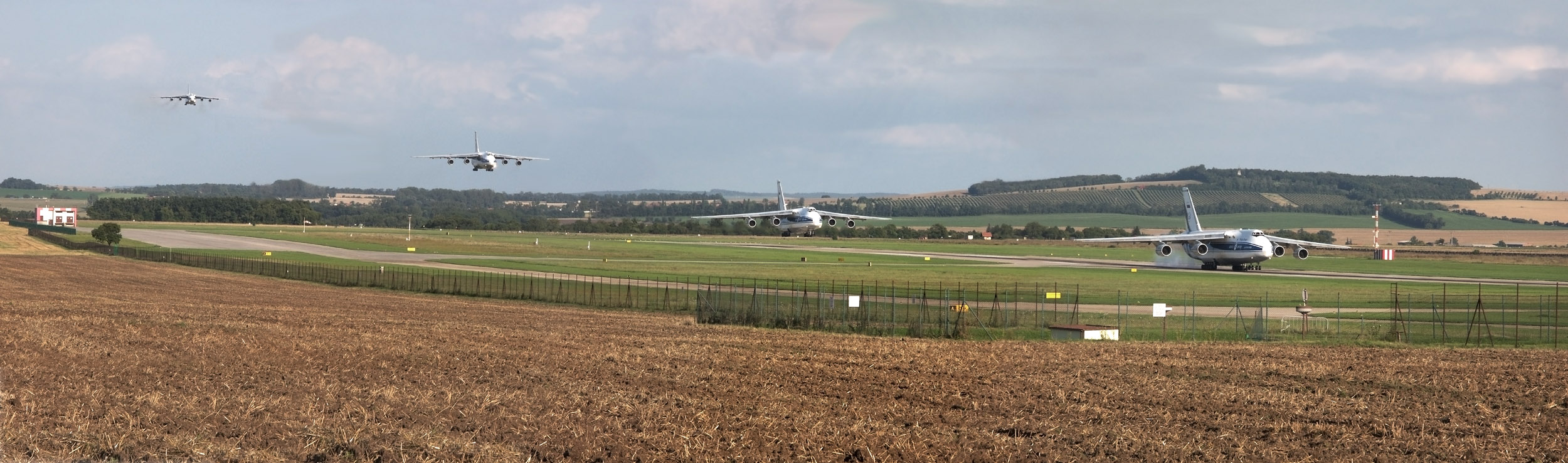
Fáze přistání Ruslana z vyhlídky vedle terminálu
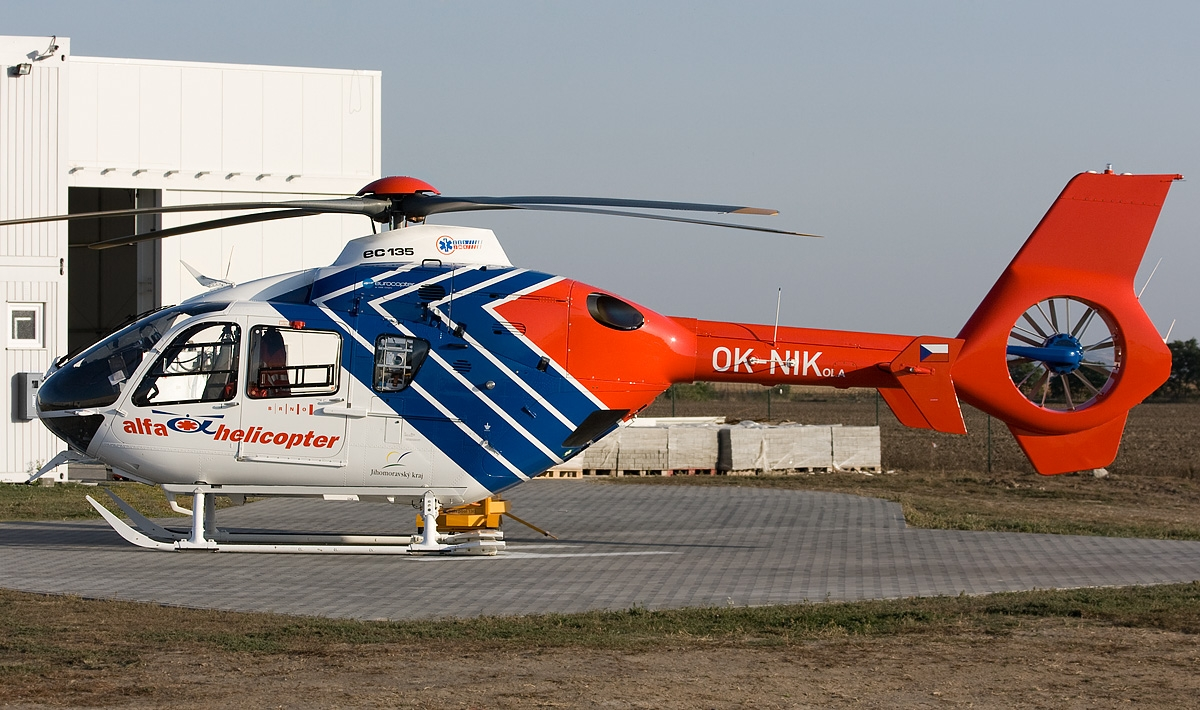
Kryštof 04, vrtulník letecké záchranné služby pro Jihomoravský kraj